# 新潟市鳥屋野総合体育館
新潟市鳥屋野総合体育館（にいがたし とやのそうごうたいいくかん）は、新潟県新潟市中央区神道寺南二丁目にある体育館。施設は新潟市が所有し、新潟市開発公社が指定管理者として運営管理を行っている。

## 概要
1978年（昭和53年）から1983年（昭和58年）にかけて整備された、体育館・プール・武道館の3棟より構成される。
Bリーグの新潟アルビレックスBBが、bjリーグ時代の2009-10シーズンよりホームアリーナのひとつとして使用していたが、Bリーグのホームアリーナ仕様である「5,000人収容」を満たしていない為、本施設での開催はない。
なお、鳥屋野運動公園野球場などがある同区女池南三丁目の鳥屋野運動公園とは所在地が異なるので注意。当体育館は、同運動公園の東北東約1kmの地点に位置している。

## 施設概要
体育館棟
- 大体育室
  - フロア面積：1,515m2
  - バスケットボールコート：2面
  - バレーボールコート：2面
  - バドミントン：8面
  - 卓球台：24台
  - ソフトバレーボール：8面
  - 屋内ランニングコース：1周180m
  - 観覧席：固定席821席・可動席678席・車椅子席12席・立見席220席
- 中体育室
  - フロア面積：400.95m2
  - バスケットボールコート：1面
  - バレーボールコート：1面
  - バドミントンコート：4面
  - 卓球台：20台
  - ソフトバレーボール：4面
- トレーニングルーム

屋内プール棟
- 一般用
  - 公認25m×17m（水深1m～1.2m） 8コース
- 幼児用 17m×10ｍ（水深0.6m～0.7m）
- 観覧席

武道館棟
- 柔道場・剣道場
  - 柔道：2面
  - 剣道：2面
- 相撲場
- 弓道場

## 交通
- 新潟交通 S6 長潟線・S7 スポーツ公園線・E8 石山線（山二ツ系統） 「弁天橋」バス停より徒歩約10分
  - 新潟駅南口バスターミナル1番線発車の全系統が利用できる。

なお、一部のWebサイトにおいて「新潟駅南口から『鳥屋野体育館前』行バスを利用」と案内されているケースがあるが、この路線は2005年3月末を以って廃止されており、現在は運行されていない。
- 国道8号 新潟バイパス・桜木IC、弁天ICからいずれも車で約5分